# Shūbun

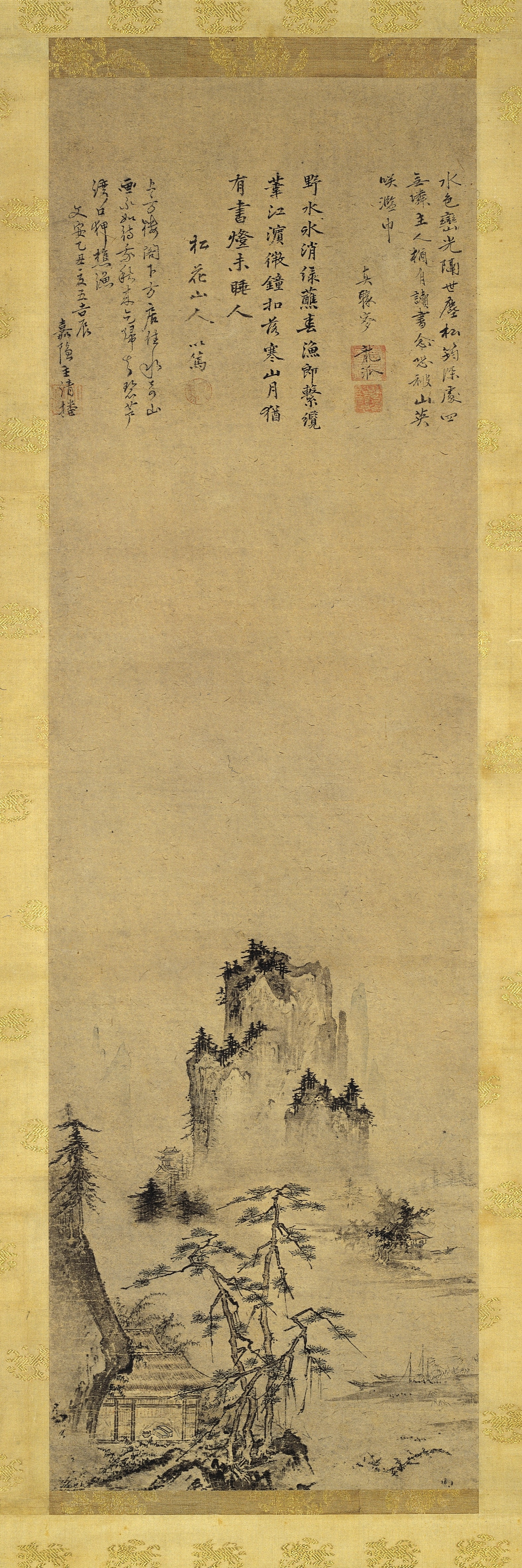
Suishoku rankō zu

Shūbun (japanisch 周文, geboren vor 1394, gestorben nach 1454) mit dem Großjährigkeitsnamen (azana) Tenshō (天章) und dem Künstlernamen (gō) Ekkei (越渓) war ein japanischer Maler und Zen-Mönch in der Muromachi-Zeit.

## Leben
Shūbun war Schüler von Josetsu, einem Mönch-Maler am Shōkoku-ji in Kyoto und wirkte wohl selbst an diesem Tempel. Er nahm an der Delegation teil, die Shōgun Ashikaga Yoshimochi im Jahre 1423–24 nach Korea der Yi-Dynastie entsandte. Zur Zeit des Shōgun Yoshinori wurde er ein offizieller Maler des Shogunats und produzierte Landschaften und Vögel-und-Blumen Bilder für den Militäradel sowie Wandbilder für die Tempel von Kyoto. Er wurde auch zum Shitennō-ji (Osaka) entsandt, um bei der Herstellung eines Gemäldes von Shōtoku Taishi zu helfen, das dem Tempel bei einem Brand 1443 verloren gegangen war. Zu dieser Zeit scheint er zum Schatzmeister (Tsūkan) des Shōkoku-ji ernannt worden sein. Shūbun spielte als Lehrer von Sesshū und vermutlich auch von Sōtan (1413–1481) eine zentrale Rolle bei der Vermittlung der chinesischen Tuschmalerei (水墨画 suibokuga) nach Japan.

## Stil
Wie sein Lehrer Jōsetsu orientierte sich Shūbun weitgehend an der akademischen Malerei der Südschule, die – wie die chinesische Malerei allgemein – reale Landschaften als Anregung nahm, aber sich vor allem um die Darstellung der idealen Landschaft bemühte. Shūbuns individueller Stil zeigt sich am ehesten in seinen dreistufigen Bergformen.
Auf Grund seines Ruhmes werden Shūbun viele Bilder zugeschrieben. Immerhin sind z. B. Hängerollen als Kombination von einer Tuschzeichnung und oben hinzugefügten Gedichten, (詩画軸 shigajiku), anhand der Signaturen der Dichter zeitlich einordbar.

## Zugeschriebene Werke
- Berglandschaft (水色巒光図 Suishoku rankō zu). 108,2 × 32,7 cm, ca. 1445. Mit Zeilen der Zen-Priester Kōsei Ryūha, Shinden Seihan und Itoko Shinchū. Nationalmuseum Nara (Nationalschatz)
- Lesen im Bambus-Atelier (竹斎読書 Chikusai dokusho). 134,8 × 33,3 cm, ca. 1447. Mit einem Vorwort von Jiku'un Toren und Zeilen von Kōsei Ryūha und vier weiteren Dichtern. Nationalmuseum Tokio (Nationalschatz)
- Der Ochse und sein Hirte (十牛図, Jūgyū-zu), ein Bilderzyklus, aufbewahrt im Museum des Shōkoku-ji, dem Jōtenkaku bijutsukan (承天閣美術館)

### Galerie

Kanzan und Jittoku
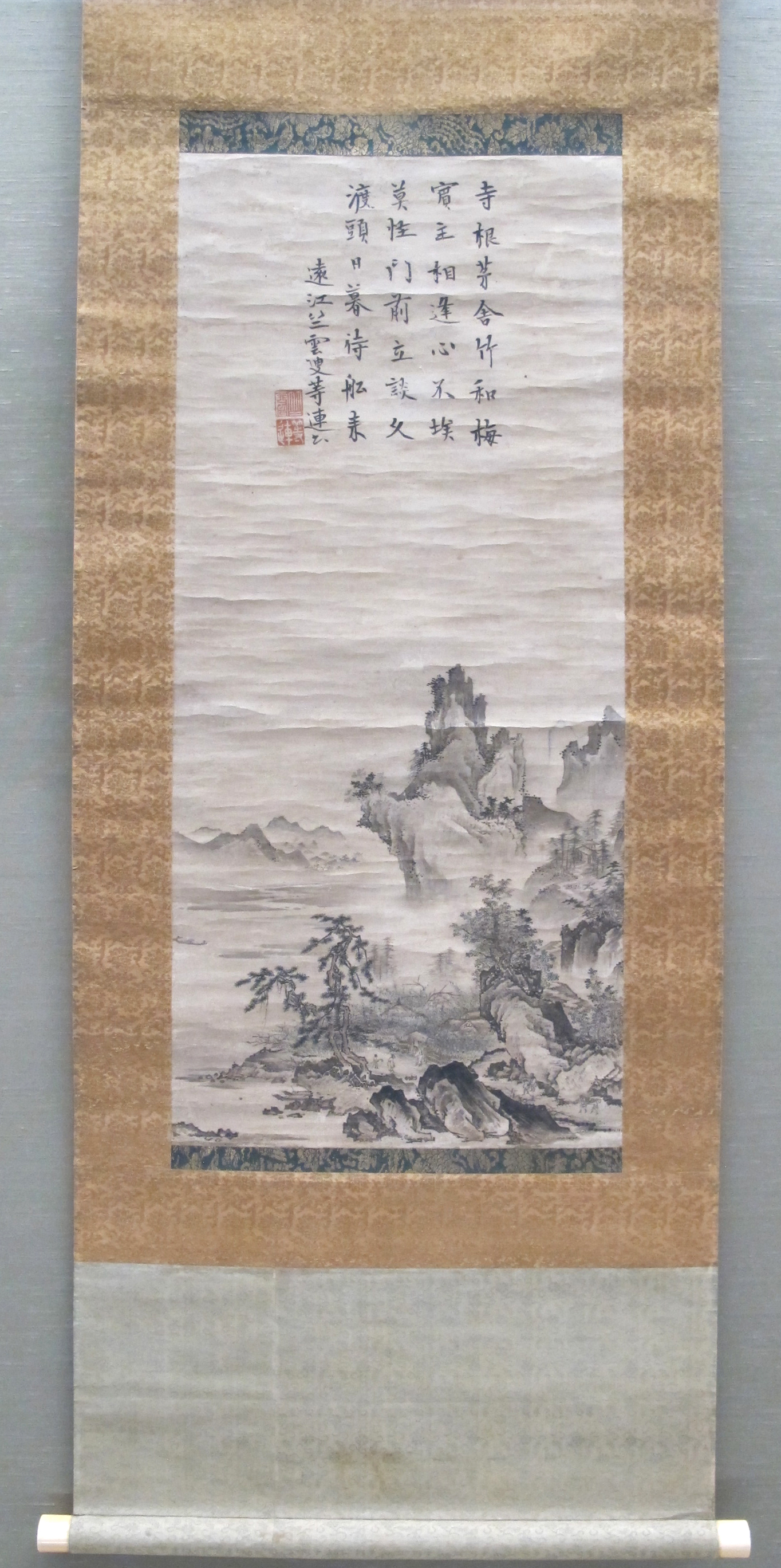
Landschaft
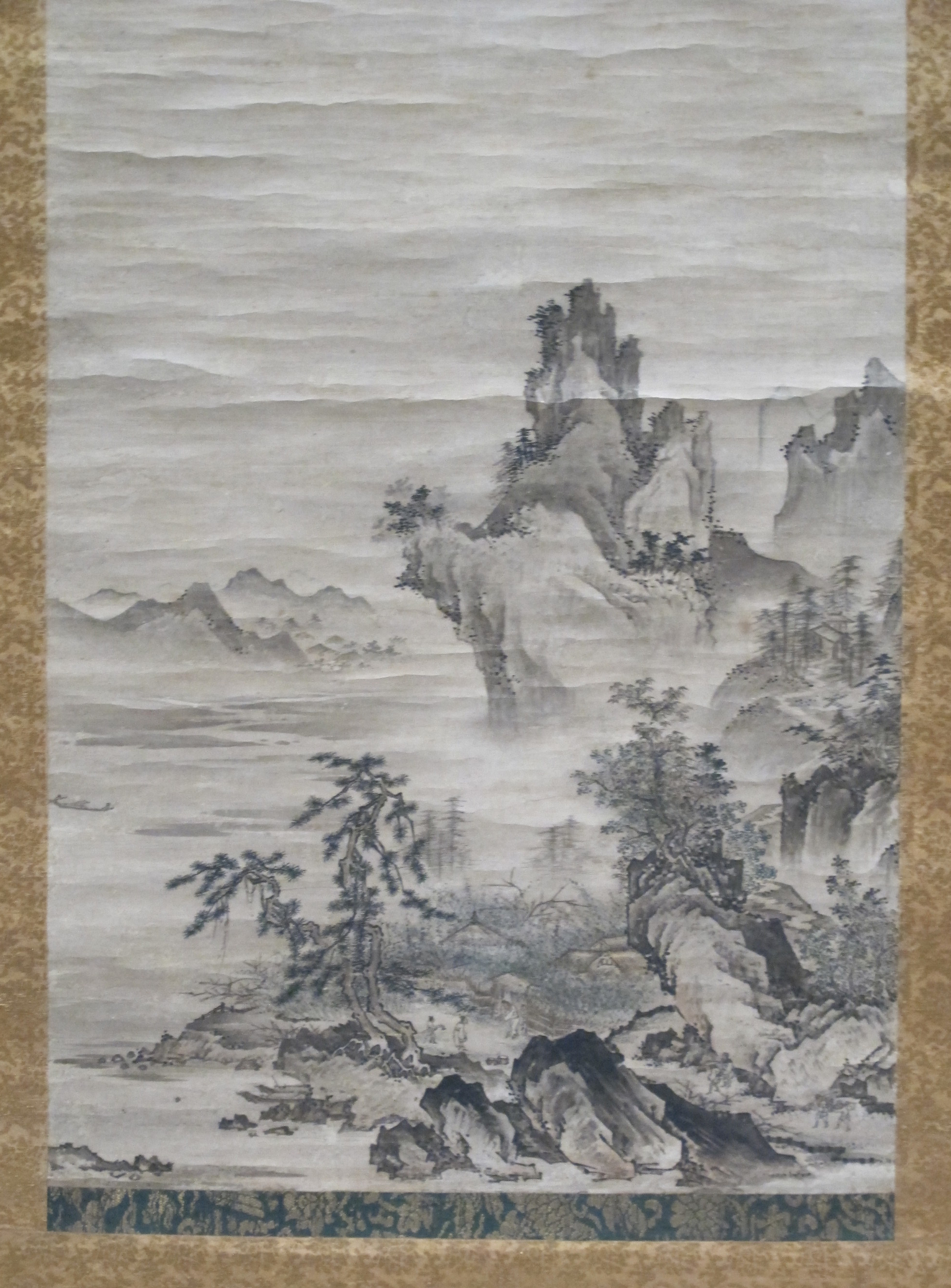
Landschaft (Ausschnitt)
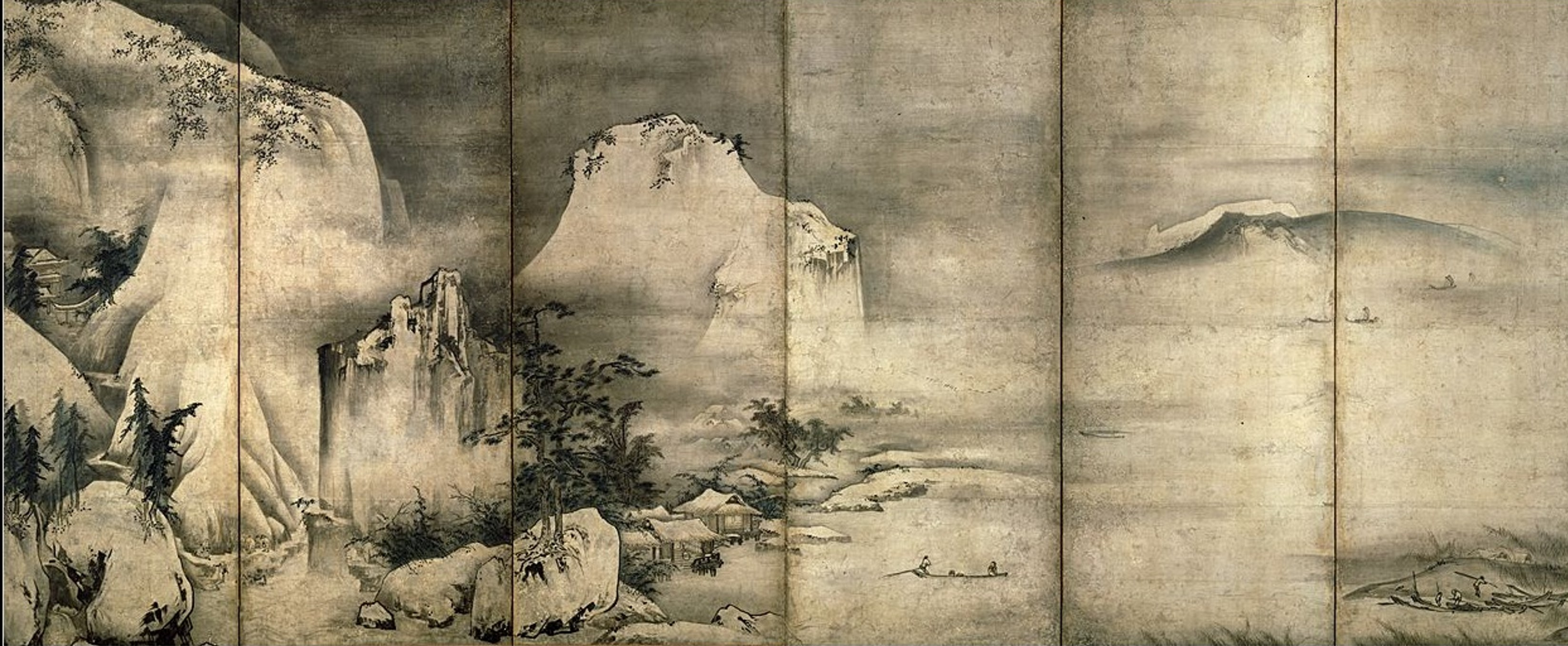
„Vier Jahreszeiten“ TNM (Linker Stellschirm)
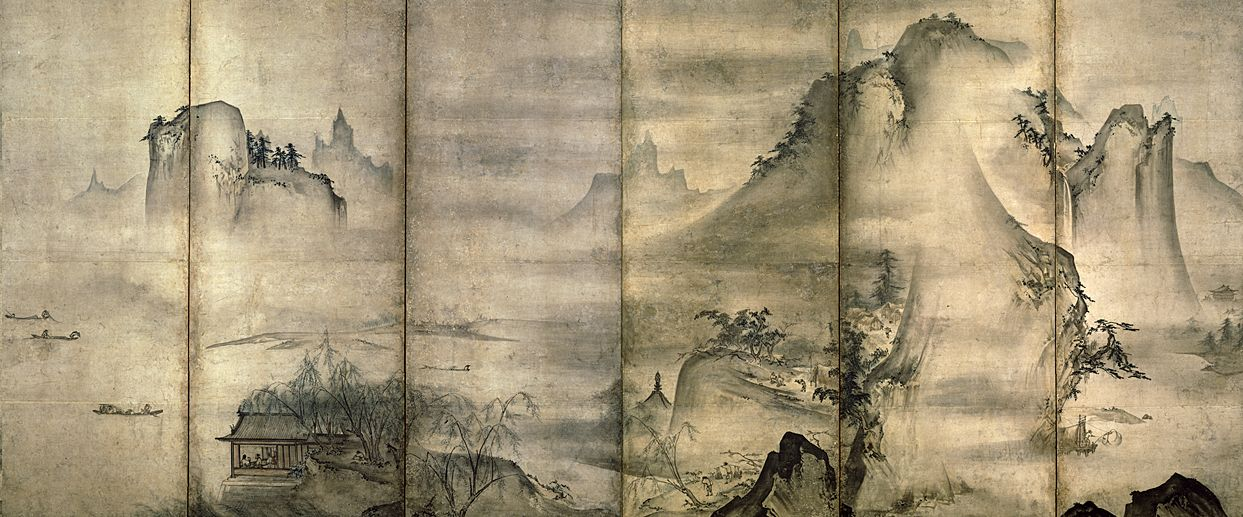
„Vier Jahreszeiten“ TNM (Rechter Stellschirm)
„Lesen im Bambus-Atelier“ (Ausschnitt)